# Tapolcai-barlangrendszer
A Tapolcai-barlangrendszer Magyarország fokozottan védett barlangjai közül az egyik. A barlangrendszer három barlang, a Tapolcai-tavasbarlang, a Kórház-barlang és a Berger Károly-barlang összekötésével jött létre. A Tapolcai-medence leghosszabb és az ország negyedik leghosszabb barlangja.

## Leírás
Az idegenforgalom számára nem megnyitott és gyógyászati célra nem hasznosított szakaszok a Balaton-felvidéki Nemzeti Park Igazgatóság engedélyével látogathatók és csak elektromos lámpával, kutatócsoporttal és tiszta ruhában tekinthetők meg.
Hazánk negyedik leghosszabb barlangja a Pál-völgyi-barlangrendszer, a Baradla–Domica-barlangrendszer és az Ariadne-barlangrendszer után.

## Tapolcai-tavasbarlang
A barlangot 1903-ban egy kút ásása közben fedezte fel Biró Gyula kútásó és Németh Ferenc kőműves mester, Tóth Pál pékmester telkén. 1912-ben már villanyvilágítást is kapott (ez Magyarország első villanyvilágításos barlangja). A környékbeli bauxit bányászat hatására 1982 és 1998 között nem volt víz a barlangban.